# Sankt Efraims syrisk-ortodoxa domkyrka
Sankt Efraims syrisk-ortodoxa domkyrka är en syrisk-ortodox katedral i stadsdelen Geneta i Södertälje i Sverige. Den invigdes 1983, och lyder under stiftet för Patriarkaliska ställföreträdarskapet för Syrisk-ortodoxa kyrkan i Sverige.
Medlemsantalet för Sankt Efraims syrisk-ortodoxa domkyrkans församling uppgick år 2017 till cirka 6500 medlemmar. 

## Historia
Sankt Efraims syrisk-ortodoxa domkyrka är den första syrisk-ortodoxa kyrka som byggts i Europa under modern tid. Byggandet av kyrkan inleddes år 1981 och kyrkan stod färdigbyggd och klar år 1983, då den invigdes av Patriarken Ignatius Zakka I Iwas. 
År 1988 tog församlingen, i samarbete med dåvarande Syrianska hjälpfonden, nuvarande Suryoyo hjälpfond, initiativet till att låta uppföra ett prästkapell, samt en gravplats för biskopar intill kyrkan, vilken när den stod färdig sedermera, i enlighet med vad den Syrisk-ortodoxa traditionen påbjuder, blev till en gravplats för församlingens första biskop, Mor Corilos Yacoub Al-Khory, som ligger begravd där, vilken vars kvarlevor finns inmurade i själva byggnaden. 
År 2003 genomfördes en stor renovering av kyrkan, vilket föranledde Södertälje kommun till att utnämna kyrkan till "årets byggnad" i kommunen.
År 2007 röstade församlingen för Sankt Efraims syrisk-ortodoxa kyrka igenom ett beslut som skulle komma att bli historiskt inom den syrisk-ortodoxa världen, då det för första gången någonsin blev en kvinna som röstades fram till att inneha ordförandeskapet för Sankt Efraims syrisk-ortodoxa domkyrkans församling. Denna blev den första kvinnliga styrelseordföranden någonsin för en syrisk-ortodox församling i hela världen, och bakgrunden till detta beslut kan antas vara församlingens starka kvinnokommitté, vilken bildades redan år 1982, dvs. ett helt år innan själva domkyrkan ens stod färdigbyggd.
År 2018 utsattes kyrkans församlingslokal (inte själva kyrkan) för ett bombdåd.
År 2019 utsattes kyrkans samlingslokal (inte själva kyrkan) för ett bombdåd.

## Biskopar
Biskopar som tjänstgjort i S:t Afrems församling sedan bildandet:
- Biskop Mor Timotheos Afrem Abodi, år 1978-1986
- Biskop Mor Julios Abdulahad Shabo, år 1987-1990
- Biskop Mor Dioscoros Benjamin Atas, år 1996-

### Fotnoter
1. ↑  Svensk mediedatabas, 6 januari 2002. hämtdatum: 9 augusti 2014
2. ↑  ”Kyrkans historia, hämtdatum: 9 augusti 2014”. Arkiverad från originalet den 4 mars 2016. https://web.archive.org/web/20160304032519/http://www.stafrem.se/page.php?p=16. Läst 9 augusti 2014.
3. ↑  ”S:t Afrems Kyrkan”. www.stafrem.se. Arkiverad från originalet den 4 mars 2016. https://web.archive.org/web/20160304032519/http://www.stafrem.se/page.php?p=16. Läst 20 mars 2018.
4. ↑  https://www.svt.se/nyheter/lokalt/sodertalje/explosion-vid-syrianska-foreningen-i-sodertalje "Svt  19 september 2018"
5. ↑  https://www.svt.se/nyheter/lokalt/sodertalje/explosion-i-narheten-av-kyrka "Svt 14 juni 2019"